# Tanquián de Escobedo
Tanquián de Escobedo là một đô thị thuộc bang San Luis Potosí, México. Năm 2005, dân số của đô thị này là 13389 người.